# Música andalusí
La música andalusí (también llamada arábigo-andaluza, mora-andaluza árabo-andalusí, arabo-andaluza o árabo-andaluza) es un estilo de música árabe que se da en el África del Norte, aunque también se dio en al-Ándalus entre los siglos IX y XV. Se asocia con Marruecos, en donde recibe el nombre de al-Âla, aunque también se encuentra en la tradición de Argelia (en donde recibe el nombre de Gharnâtî, San'a, Ma'luf. Depende de la ciudad), en Túnez y en Libia (más conocida como Ma'luf). La música popular, como el chaabi y el Hawzi en Argelia, han contribuido al desarrollo de este estilo de música clásica en un ambiente más moderno.

## Orígenes
Se dice que la música
clásica andalusí nació durante el Califato de Córdoba en el siglo IX. El músico iraquí Ziryab, músico de la corte de Abd al-Rahman II en Córdoba, muerto en el año 857, ha sido considerado históricamente como su creador. Posteriormente, el poeta, compositor y filósofo Ibn Bajjah de Zaragoza (muerto en el año 1139), dio un nuevo impulso al estilo de Ziryab tomando elementos de la música medieval hispana para producir un estilo totalmente nuevo que se expandió por la península ibérica y el África del Norte.
Durante el siglo XI, la España y el Portugal moro se habían convertido en un centro de la música clásica de al-Ándalus; introduciendo gradualmente en Francia, influenciando a los trovadores, y fueron llegando al resto de Europa. Las palabras laúd, rabel, guitarra y órgano proceden del árabe oud, rabab, qitara y alcanzaron el África del Norte gracias a siglos de intercambio comercial, a la dinastía Almohade y, más tarde, a la dinastía Benimerines. La llegada masiva, y los consecuentes reasentamientos, de moriscos y sefardíes procedentes de Córdoba, Sevilla, Valencia y Granada, debido a la Conquista castellana, dieron una mayor expansión a la música andalusí.

## Música
La nuba andalusí dio lugar a las bases del al-ala. Aunque sus raíces nos llevan a al-Ándalus, la nuba moderna fue creada, casi con toda seguridad, en el África del Norte. Cada nuba estaba regulada por un modo o escala musical. Se dice que existían 24 nubas, cada una relacionada con una hora del día, pero en Argelia sólo han sobrevivido 16 nubas y 11 en Marruecos, las cuales, todas juntas incluyen 25 modos andalusíes. Cada nuba está dividida en cinco partes llamadas "mizan", a cada una de las cuales les corresponde un ritmo. Los ritmos en una nuba se suceden de la siguiente manera:
- basît (6/4)
- qâ'im wa nusf (8/4)
- btâyhî (8/4)
- darj (4/4)
- quddâm (3/4 o 6/8)

Una nuba puede durar entre seis o siete horas aunque, en la actualidad, no se suele tocar la nuba al completo, sino un único mizan.
Cada mizan comienza con un preludio llamado tûshiya, m'shaliya o bughya, seguido por alrededor de veinte canciones (sana'i).
Las orquestas de música clásica andalusí se reparten entre Magreb, incluyendo ciudades como Argel, Bejaia, Blida, Annaba, Constantina, Fez, Kairouan, Mostaganem, Nedroma, Orán, Uchda, Rabat, Tetuán, Tlemcen, Túnez, Tánger, etc.

## Instrumentos
Las orquestas de música clásica andalusí usan instrumentos como el laúd (oud), el rabel (rabab), la darbuka, la pandereta (tar), la cítara (qanún) y el violín (kamenjah). Aunque, recientemente, se han ido añadiendo otros instrumentos.

## Influencia de la música andalusí
Se   cree que un gran número de los instrumentos musicales usados en la música occidental derivan de instrumentos andalusíes: el laúd deriva del al'oud, el rabel del rebab, la guitarra de la qitara, el adufe de al-duff, la alboka de al-buq, el añafil de al-nafir, la ajabeba de al-shabbaba, las castañuelas de kasatan, la dulzaina de al-zurna, entre otros, todos instrumentos procedentes del Ándalus.
La gaita de la ghaita, el arpa y la cítara del qanun, el violín del ghichak, y la tiorba del tarab.
De acuerdo con una famosa teoría acerca de los orígenes de los trovadores, compositores de poesía lírica medieval, estos deben ser de origen árabe. Ezra Pound, en su obra Canto VIII, declaró que Guillermo de Aquitania "había traído la canción de Al Ándalus, con sus cantantes y sus velos...", refiriéndose a la canción de un trovador. Durante sus estudios, parece ser que Lévi-Provençal ha encontrado cuatro versos árabo-hispánicos completos o casi, recopiado en un manuscrito de Guillermo de Aquitania. De acuerdo con las fuentes históricas, Guillermo VIII de Aquitania, el padre de Guillermo, había hecho traer a Poitiers centenares de prisioneros musulmanes. La tendencia confirmó que los trovadores habían heredado su sensibilidad e, incluso, su temática, de la poesía andalusí. La hipótesis acerca de que la tradición trovadoresca fue creada por los moros tiene su origen, más o menos, en el pensamiento de Guillermo, quien había luchado durante la Reconquista. Ésta sería apoyada también por Ramón Menéndez Pidal a principios del siglo XX, pero su origen se remonta al Cinquecento y a Giammaria Barbieri (muerto en 1575) y Juan Andrés (muerto en 1822). Meg Bogin, traductor inglés de trobairitz, apoya esta hipótesis. En verdad, "un cuerpo de canciones de incomparable intensidad, profanidad y erotismo (existió) en árabe desde la segunda mitad del siglo IX en adelante".
Otra teoría acerca de los orígenes de las notas de solfeo también sugiere su raíz árabe. Se ha dicho que las sílabas del solfeo (do, re, mi, fa, sol, la, si) habrían derivado de las sílabas del sistema árabe de solmización Durr-i-Mufassal ("Perlas separadas") (dal, ra, mim, fa, sad, lam). El origen de esta teoría fue propuesto por Meninski en su Thesaurus Linguarum Orientalum (1680) y más tarde por Alexandre de Laborde en su Essai sur la Musique Ancienne et Moderne (1780).